# Cyril Babi
Cyril Babi (ur. 1976 w Bejrucie) – duchowny Syryjskiego Kościoła Ortodoksyjnego, od 2021 wikariusz patriarszy archidiecezji Damaszku.
W marcu 2006 został postrzyżony na mnicha, a w lipcu tego samego roku otrzymał święcenia kapłańskie. Jako prezbiter posługiwał w Brukseli, Dżaramanie i Sajdnai. 15 maja 2021 patriarcha Ignacy Efrem II mianował go wikariuszem patriarszym archidiecezji Damaszku.
Sakrę biskupią otrzymał 25 czerwca.